# Neil Patrick Harris
 (août 2022).
Si vous disposez d'ouvrages ou d'articles de référence ou si vous connaissez des sites web de qualité traitant du thème abordé ici, merci de compléter l'article en donnant les références utiles à sa vérifiabilité et en les liant à la section « Notes et références ».
Pour les articles homonymes, voir Harris.
Neil Patrick Harris est un acteur, chanteur, réalisateur, producteur et animateur de télévision américain, né le 15 juin 1973 à Albuquerque (Nouveau-Mexique).
Il se fait connaître grâce à ses rôles de jeune médecin surdoué dans Docteur Doogie, du coureur de jupons Barney Stinson dans How I Met Your Mother et du machiavélique comte Olaf dans Les Désastreuses Aventures des orphelins Baudelaire.

## Biographie

### Jeunesse et formation
Neil Patrick Harris naît le 15 juin 1973 à Albuquerque, au Nouveau-Mexique. Ses parents originaires d'Irlande sont tous deux avocats — mais reconvertis dans la restauration en 2004. Il grandit à Ruidoso (Nouveau-Mexique). En accompagnant son frère aîné à une audition, il est repéré, ce qui l'amène à jouer dans une pièce à l'école Le Magicien d'Oz. Il suit sa scolarité à l'école secondaire La Cueva d'Albuquerque — où Freddie Prinze Jr. a également étudié, où il se montre bon élève et joue dans des comédies musicales.
Depuis la préadolescence, il est passionné de magie, qui devient son passe-temps. Il est régulièrement l'hôte de soirées réservées aux magiciens, et sollicite souvent pour faire preuve de son talent, sur les émissions de télévision ou encore dans ses rôles.

### Carrière
En 1988, Neil Patrick Harris commence sa carrière d'acteur alors qu'il n'a que quinze ans : il joue son premier rôle significatif dans le film dramatique Le Secret de Clara (Clara's Heart) de Robert Mulligan, avec Whoopi Goldberg, qui lui vaut une présélection aux Golden Globes, puis dans le téléfilm de suspense Mortelle rencontre (Too Good to Be True) de Christian Nyby et à nouveau dans le film fantastique familial Purple People Eater de Linda Shayne.
En 1989, il décroche le premier rôle dans la série Docteur Doogie (Doogie Howser, M.D.), pour lequel il est de nouveau nommé aux Golden Globes. Après la quatrième et dernière saison de la série, il incarne des seconds rôles dans plusieurs séries télévisées.
En 1995, son premier rôle principal en tant qu'adulte, dans le film de science-fiction Animal Room de Craig Singer.
Dès 1997, il incarne de nombreux seconds rôles, comme dans Starship Troopers de Paul Verhoeven, Un couple presque parfait (The Next Best Thing, 2000) de John Schlesinger, Opération funky (Undercover Brother, 2002) de Malcolm D. Lee et Harold et Kumar chassent le burger (Harold and Kumar Go to White Castle, 2004) de Danny Leiner ainsi que dans la suite de ce film, Harold et Kumar s'évadent de Guantanamo (Harold and Kumar Escape from Guantanamo Bay de Hayden Schlossberg et Jon Hurwitz, 2008) dans lequel il joue un drogué, parodie lubrique de lui-même.
En 1999, il est la vedette, avec Tony Shalhoub, de la série Stark Raving Mad durant vingt-deux épisodes jusqu'en 2000. Il incarne également des premiers rôles dans de nombreux téléfilms aux États-Unis et dans quelques séries.
Depuis 2001, il joue à Broadway dans plusieurs comédies musicales : il tient le rôle de Tobias Ragg dans la comédie musicale Sweeney Todd de Stephen Sondheim.
En 2002, il joue dans la pièce de théâtre La Preuve (Proof) de David Auburn, aux côtés d'Anne Heche à Broadway.

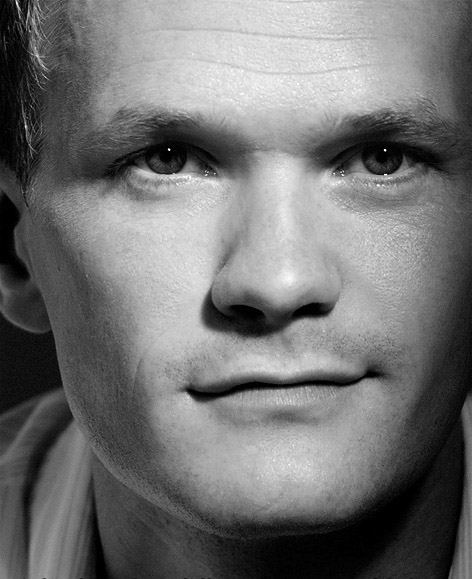
En 2003.

En 2003, il tient le rôle d'Emcee dans Cabaret de David Auburn, avec Deborah Gibson et Tom Bosley.
En 2004, il joue le double rôle du Balladeer et de Lee Harvey Oswald dans la comédie musicale Assassins de Stephen Sondheim. Il chante également le rôle de Charles sur le disque La primevère du soir (The Evening Primrose) de Stephen Sondheim. Même année, il retrouve le succès populaire en incarnant Barney Stinson dans la série télévisée How I Met Your Mother, rôle qu'il tient pendant les neuf saisons de la série, jusqu’en 2014. Pour cette série, il remporte plusieurs récompenses.
Le 7 mars 2010, lors de la 82e cérémonie des Oscars, il ouvre la cérémonie avec un show chantant et dansant. La même année, il prête sa voix à Peter Parker / Spider-Man dans le jeu vidéo Spider-Man : Dimensions (Spiderman: Shattered Dimensions), prestation pour laquelle il est récompensé lors des Video Games Awards 2010 par le prix du meilleur doublage masculin. Même année, il participe également à l'épisode 19 de la saison 1 de Glee où il chante Dream On d'Aerosmith en duo avec Matthew Morrison.
En 2011, il interprète le personnage de Patrick Winslow dans Les Schtroumpfs (The Smurfs) de Raja Gosnell, une superproduction mêlant prises de vue réelles et images de synthèse, et libre adaptation du classique de la bande dessinée belge créée par Peyo. Le 15 septembre de la même année, il obtient son étoile sur le prestigieux Walk of Fame d'Hollywood Boulevard à Los Angeles.

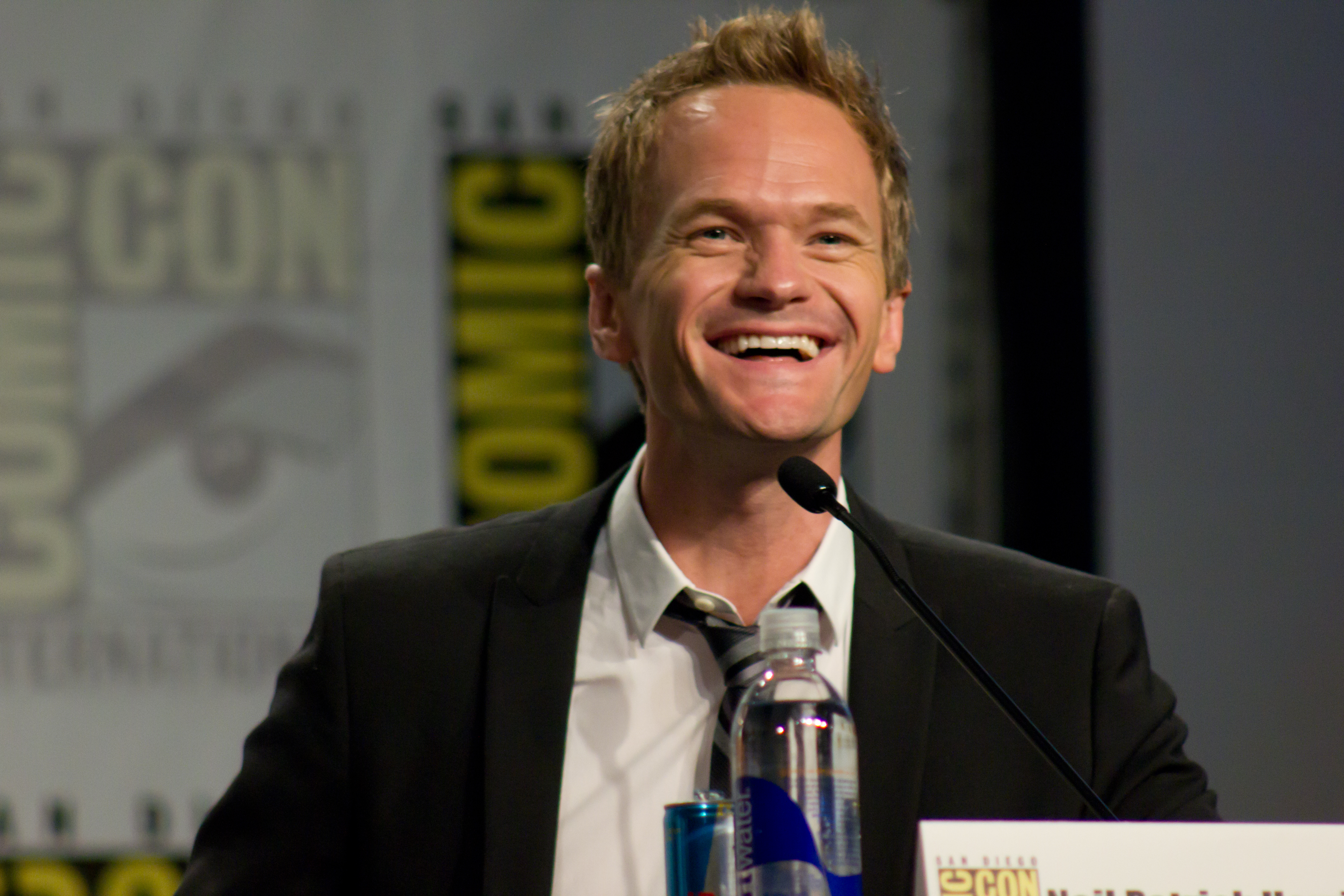
Au San Diego Comic-Con, en 2013.

En 2013, il tourne dans trois spots pour la marque Axe.
Entre 2014 et 2015, il participe aux trois derniers épisodes de la série anthologique American Horror Story : Freak Show, mais il est déjà en train de préparer son prochain rôle régulier. À partir de janvier 2017, il prête en effet ses traits au comte Olaf dans la série de la plateforme Netflix, Les Désastreuses Aventures des orphelins Baudelaire. Cette adaptation de l'œuvre de Daniel Handler permet à l'acteur de remplacer Jim Carrey qui jouait le personnage dans une superproduction sorti en 2004, et qui adaptait les trois premiers tomes de la série. La première saison de 8 épisodes de cette nouvelle version adapte les quatre premiers ; une deuxième saison de 10 épisodes couvre du cinquième au neuvième tome, ainsi qu'enfin une troisième saison se charge des quatre derniers.
Le 22 février 2015, il présente la 87e cérémonie des Oscars. En décembre de la même année, il participe au spectacle nocturne World of Color Celebrate dans lequel il avoue avoir beaucoup appris grâce à Walt Disney afin de célébrer l'anniversaire du parc Disneyland Anaheim en Californie.
En 2018, il présente l'émission Genius Junior.

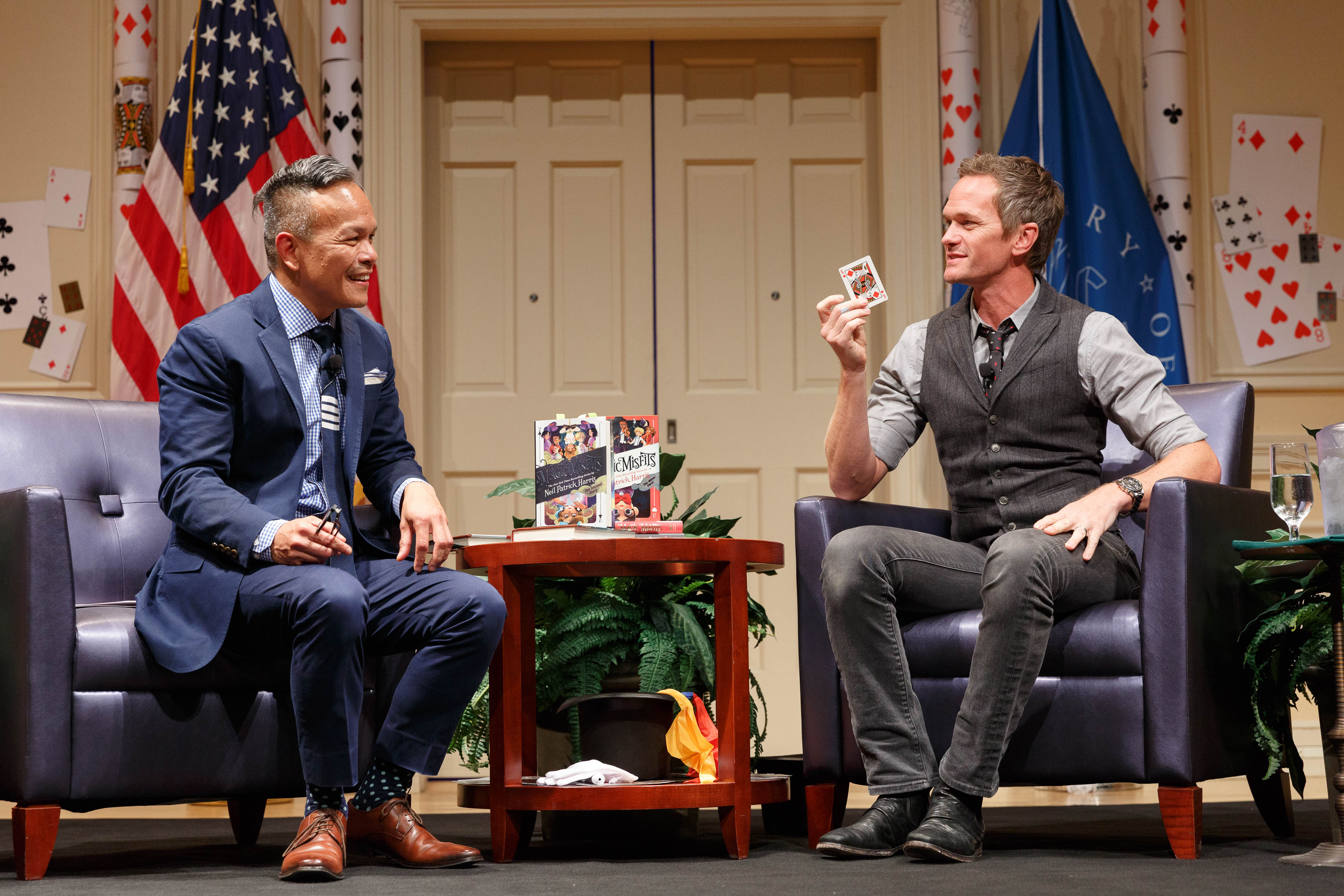
En plein interview au National Book Festival, en 2019.

En 2019, on annonce qu’il est à l’affiche de Matrix 4, et que le tournage commence début 2020.
En 2022, il est à l'affiche du film Un talent en or massif (The Unbearable Weight of Massive Talent) de Tom Gormican, ayant pour co-vedettes Nicolas Cage, Tiffany Haddish et Demi Moore, qui sort le 20 avril 2022 en France.
En 2023, il est au coeur des épisodes spéciaux du 60e anniversaire de la série Doctor Who dans le rôle du Fabricant de Jouets Céleste, antagoniste apparu pour la dernière fois en 1966 alors sous les traits de Michael Gough.

### Vie privée

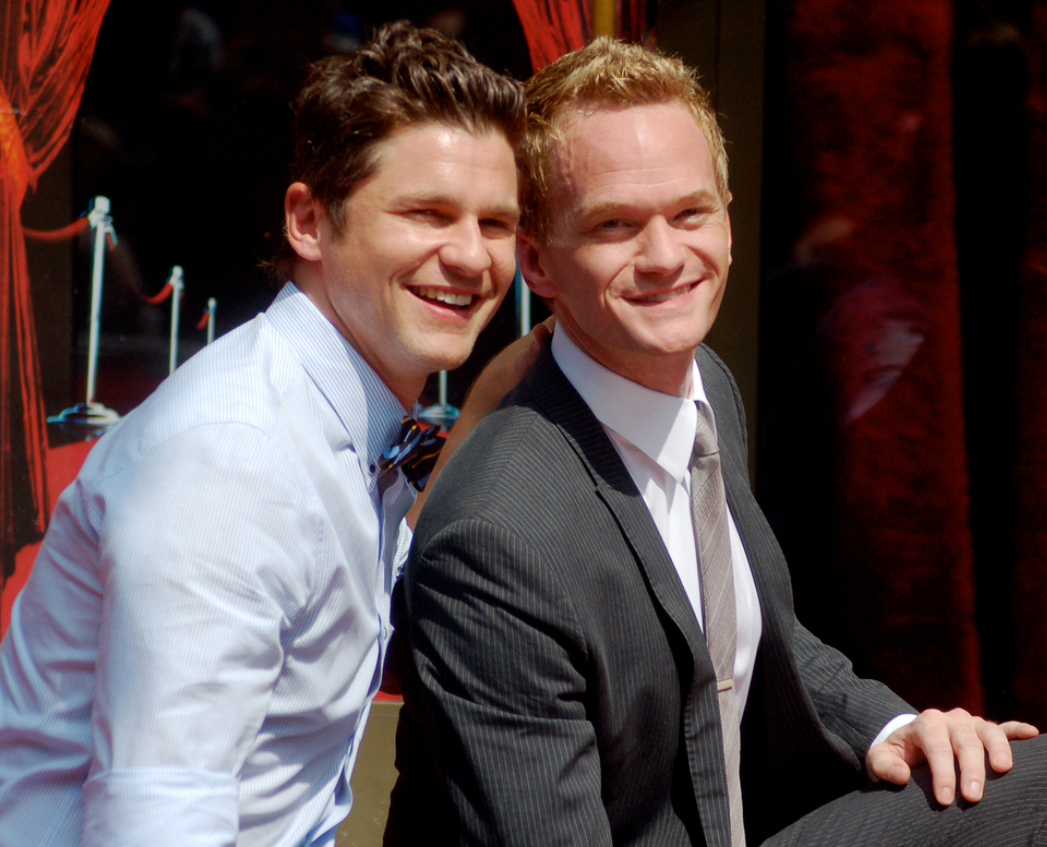
Avec David Burtka en septembre 2011.

Le 2 novembre[réf. nécessaire], à la suite d'un reportage lui prêtant une relation sentimentale avec l'acteur David Burtka (interprète de Scooter, l'ex-petit ami de Lily dans la série How I Met Your Mother), son agent dément l'information, déclarant que Neil Patrick Harris « n'est pas de ce bord ». Ce dernier évoque cependant publiquement son homosexualité le même mois dans le magazine People. Neil et David sont en couple depuis avril 2004,. Ils sont apparus officiellement en tant que couple aux Emmy Awards de septembre 2007. Depuis, les deux hommes apparaissent régulièrement ensemble publiquement, à des cérémonies, dans des projets communs (ils ont chanté ensemble sur scène Take Me Or Leave Me de la comédie musicale Rent, en faveur des personnes LGBT), ou dans une célèbre émission de cuisine où Burtka est juré permanent (il s'est reconverti de la comédie à la cuisine), et où Neil fut convié en tant qu'invité d'honneur. Tous deux restent cependant très protecteurs de leur vie privée.
Le couple est parent de faux jumeaux, Gideon Scott et Harper Grace, nés le 12 octobre 2010 grâce à une mère porteuse, David et Neil en sont les pères biologiques, comme indiqué sur le compte Twitter de Neil Patrick Harris.
Le 8 septembre 2014, Neil Patrick Harris et David Burtka se sont mariés lors d'une cérémonie intime en Italie.
Lors de la campagne pour l'élection présidentielle américaine de 2016, il soutient Hillary Clinton.

## Filmographie

### Cinéma

#### Longs métrages
- 1988 : Le Secret de Clara (Clara's Heart) de Robert Mulligan : David
- 1988 : Purple People Eater de Linda Shayne : Billy Johnson
- 1995 : Animal Room de Craig Singer : Arnold Mosk
- 1997 : Starship Troopers de Paul Verhoeven : Carl Jenkins
- 1998 : La Proposition (The Proposition) de Lesli Linka Glatter : Roger Martin
- 2000 : Un couple presque parfait  (The Next Best Thing) de John Schlesinger : David
- 2002 : The Mesmerist de Gil Cates Jr. : Benjamin
- 2002 : Opération funky (Undercover Brother) de Malcolm D. Lee : Lance
- 2004 : Harold et Kumar chassent le burger (Harold and Kumar Go to White Castle) de Danny Leiner : Neil Patrick Harris[N 1]
- 2005 : The Golden Blaze de Bryon E. Carson : le libraire (voix ; vidéo)
- 2008 : La Ligue des justiciers : Nouvelle Frontière (Justice League: The New Frontier) de Dave Bullock : Barry Allen / Flash (voix ; vidéo)
- 2008 : Harold et Kumar s'évadent de Guantanamo (Harold and Kumar Escape from Guantanamo Bay) de Hayden Schlossberg et Jon Hurwitz : Neil Patrick Harris[N 1]
- 2009 : Tempête de boulettes géantes (Cloudy with a chance of Meatballs) de Phil Lord et Chris Miller : Steve (voix)
- 2010 : Batman et Red Hood : Sous le masque rouge (Batman: Under the Red Hood) de Brandon Vietti : Dick Grayson / Nightwing (voix ; vidéo)
- 2010 : Comme chiens et chats : La Revanche de Kitty Galore (Cats and Dogs: The Revenge of Kitty Galore) de Brad Peyton : Lou (voix)
- 2010 : The Best and the Brightest de Josh Shelov : Jeff
- 2011 : Sortilège (Beastly) de Daniel Barnz : Will
- 2011 : Les Schtroumpfs (The Smurfs) de Raja Gosnell : Patrick Winslow
- 2011 : Les Muppets, le retour (The Muppets) de James Bobin : lui-même
- 2011 : Le Joyeux Noël d'Harold et Kumar (A Very Harold and Kumar 3D Christmas) de Todd Strauss-Schulson : Neil Patrick Harris[N 1]
- 2012 : American Pie 4 (American Reunion) de Jon Hurwitz et Hayden Schlossberg : le présentateur du concours de danse
- 2013 : Les Schtroumpfs 2 (The Smurfs 2) de Raja Gosnell : Patrick Winslow
- 2013 : L'Île des Miam-nimaux : Tempête de boulettes géantes 2 (Cloudy with a chance of Meatballs 2) de Cody Cameron et Kris Pearn : Steve (voix)
- 2014 : Albert à l'ouest (A Million Ways to Die in the West) de Seth MacFarlane : Foy
- 2014 : Gone Girl de David Fincher : Desi Collings
- 2017 : Downsizing d'Alexander Payne : Jeff Lonowski (caméo)
- 2021 : 8-Bit Christmas de Michael Dowse : Jake Doyle, adulte
- 2021 : Matrix Resurrections de Lana Wachowski : l'analyste
- 2022 : Un talent en or massif  (The Unbearable Weight of Massive Talent) de Tom Gormican : Richard Fink

#### Courts métrages
- 2008 : Prop 8: The Musical d'Adam Shankman : un compagnon très intelligent
- 2009 : Beyond All Boundaries de David Briggs : Lieutenant David Hettema / sergent William Manchester (voix)
- 2009 : Yes, Virginia de Pete Circuitt : Dr Philip O'Hanlon (voix ; télévision)
- 2010 : Dracula's Daughters vs. the Space Brains de Frank Ippolito et Ezekiel Zabrowski : Dan
- 2013 : Rien ne bat un astronaute de Stéphane Marelli : l'homme
- 2014 : Attack of the 50 Ft. Gummi Bear! de David Feiss : Steve (voix)

### Télévision

#### Téléfilms
- 1988 : Mortelle rencontre (Too Good to Be True) de Christian Nyby : Danny Harland
- 1989 : Home Fires Burning de Glenn Jordan : Lonnie Tibbetts
- 1989 : La Destinée de Mademoiselle Simpson (Cold Sassy Tree) de Joan Tewkesbury : Will Tweedy
- 1991 : Stranger in the Family de Donald Wrye : Steve Thompson
- 1993 : L'Ange meurtrier (A Family Torn Apart) de Craig R. Baxley : Brian Hannigan
- 1994 : L'Enfer blanc (Snowbound: The Jim and Jennifer Stolpa Story) de Christian Duguay : Jim Stolpa
- 1995 : Not Our Son de Michael Ray Rhodes : Paul Kenneth Keller
- 1995 : My Antonia de Joseph Sargent : Jimmy Burden
- 1995 : Legacy of Sin: The William Coit Story de Steven Schachter : William Coit
- 1995 : L'Amour en cage (The Man in the Attic) de Graeme Campbell : Edward, le petit ami de Krista
- 1998 : Une Promesse pour Noël[10] (Un secret bien gardé) titre au Quebec (The Christmas Wish) d'Ian Barry : Will Martin
- 2001 : La Robe de mariée (The Wedding Dress) de Sam Pillsbury : Travis Cleveland
- 2005 : Le Miracle du cœur (The Christmas Blessing) de Karen Arthur : Nathan Andrews
- 2012 : Robot Chicken: DC Comics Special de Seth Green : Two-Face / Black Manta (voix)

#### Séries télévisées
- 1989 : Un privé nommé Stryker (B.L. Stryker) : Buder (saison 1, épisode 5 : Blues for Buder)
- 1989-1993 : Docteur Doogie : Dr Doogie Howser (97 épisodes)
- 1991 : Carol & Company : Hoogie Dowser (saison 2, épisode 17 : Suture Self)
- 1991 : Les Simpson (The Simpsons) : lui-même (saison 3, épisode 4 : Bart the Murderer)
- 1991 : Petite Fleur (Blossom) : Derek Slade, le charmant (saison 2, épisode 9 : Blossom - A Rockumentary)
- 1992 : Roseanne : Dr Doogie Howser (saison 4, épisode 16 : Less Is More)
- 1992 : Des Souris à la Maison-Blanche (Capitol Critters) : Max (voix ; 13 épisodes)
- 1992 : Capitaine Planète (Captain Planet and the Planeteers) : Todd Andrews (voix ; saison 3, épisode 11 : A Formula for Hate)
- 1993 : Code Quantum (Quantum Leap) : Mike Hammond (saison 5, épisode 16 : Return of the Evil Leaper - October 8, 1956)
- 1993 : Arabesque (Murder She Wrote) : Tommy Remsen (saison 9, épisode 19 : Lone Witness)
- 1996 : Au-delà du réel : L'aventure continue (The Outer Limits) : Howie Morrison (saison 2, épisode 13 : From Within)
- 1997 : Homicide (Homicide: Life on the Street) : Alan Schack (saison 5, épisode 16 : Valentine's Day)
- 1999 : Jeanne d'Arc : Charles VII, roi de France (mini-série ; 2 épisodes)
- 1999-2000 : Stark Raving Mad : Henry McNeeley (22 épisodes)
- 2000 : Will et Grace ((Will & Grace)) : Bill (saison 2, épisode 20 : Girls, Interrupted)
- 2001 : Static Choc (Static Shock) : Johnny Morrow (voix ; saison 1, épisode 12 : Replay)
- 2001 : Son of the Beach : l'amoureux (saison 2, épisode 5 : Queefer Madness)
- 2001 : Ginger : Ned (voix ; saison 1, épisode 18 : Season of Caprice)
- 2001 : La Légende de Tarzan (The Legend of Tarzan) : Moyo (voix ; saison 1, épisode 20 : Tarzan and the Challenger)
- 2001 : Ed : Joe Baxter (saison 2, épisode 6 : Replacements)
- 2002 : Les Anges du bonheur (Touched by an Angel) : Jonas (saison 8, épisode 16 : The Princeless Bride)
- 2002 : La Ligue des justiciers (Justice League) : Ray Thompson (voix ; 2 épisodes)
- 2003 : Boomtown : Peter Corman (saison 1, épisode 11 : Monster's Brawl)
- 2003 : Les Nouvelles Aventures de Spider-Man (Spider-Man Unlimited) : Peter Parker / Spider-Man (voix ; 13 épisodes)
- 2004 : New York, section criminelle (Law and Order: Criminal Intent) : John Tagman (saison 4, épisode 3 : Want)
- 2005 : Numbers : Ethan Burdick (saison 1, épisode 5 : Prime Suspect)
- 2005 : Jack et Bobby (Jack and Bobby) : Prof. Preston Phelps (saison 1, épisode 17 : Querida Grace)
- 2005-2014 : How I Met Your Mother : Barney Stinson (208 épisodes)
- 2006 : Éloïse, c'est moi (Me, Eloise) (voix ; 2 épisodes)
- 2007-2009 : Les Griffin (Family Guy) : Barney Stinson (voix ; 2 épisodes)
- 2008 : Dr. Horrible's Sing-Along Blog : Billie, Dr Horrible (3 épisodes)
- 2008 : 1, rue Sésame (Sesame Street) : le féerique Shoerperson (saison 39, épisode 2 : Telly's New Shoes)
- 2009 : Batman : L'Alliance des héros (Batman: The Brave and the Bold) : Meister (saison 1, épisode 25 : Mayhem of the Music Meister!)
- 2009 : Robot Chicken (voix ; 2 épisodes)
- 2010 : Glee : Bryan Ryan (saison 1, épisode 19 : Dream On)
- 2012 : Dragon Ball Z Abridged : la bombe spirituelle (saison 2, épisode 19 : Freeza Burn)
- 2012 : Neil's Puppet Dreams : lui-même (7 épisodes)
- 2015 : American Horror Story : Chester Creb (2 épisodes)
- 2017 : Mystery Science Theater 3000: The Return : Neville LaRoy (saison 1, épisode 4 : Avalanche)
- 2017-2019 : Les Désastreuses Aventures des orphelins Baudelaire (Lemony Snicket's A Series of Unfortunate Events) : le comte Olaf (25 épisodes)
- 2019 : Le Secret de la plume (Ghostwriter) : le lapin blanc (saison 1, épisode 1 : Ghost in Wonderland, Part 1)
- 2021 : It's a Sin : Henry Coltrane (voix ; saison 1, épisode 1)
- 2021 : Eden : Zero / Dr Weston Fields (4 épisodes)
- 2021 : Star Wars: Visions : Karre (voix ; saison 1, épisode 3 : The Twins)
- 2021 : F is for Family : Louis Chilsons (voix ; 6 épisodes)
- depuis 2022 : Uncoupled : Michael (8 épisodes)
- 2023 : How I Met Your Father : Barney Stinson (2 épisodes)
- 2023 : Doctor Who : Mr. Emporium / Le Fabricant de Jouets[11]
- 2025 : Dexter: Resurrection : Lowell

## Ludographie
- 2008 : Saints Row 2 : Veteran Child
- 2010 : Spider-Man : Dimensions : Amazing Spider-Man
- 2011 : The Penguins of Madagascar : Dr Blowhole
- 2013 : Saints Row IV

## Théâtre
- 1997 : Rent : Mark Cohen
- 1998 : Roméo et Juliette : Roméo
- 2002 : La Preuve (Proof) : Hal
- 2003 : Cabaret : Emcee
- 2004 : Assassins : Lee Harvey Oswald
- 2005 : Sweeney Todd : Tobias Ragg
- 2005 : Tick, Tick... Boom! : Jon
- 2006 : All My Sons
- 2006 : Amadeus, Wolfgang Amadeus Mozart
- 2011 : Company : Robert
- 2013 : Hedwig and the Angry Inch : Hedwig

## Présentateur de télévision
- depuis 2018 : Genius Junior : NBC

## Distinctions

### Hommage
Le 15 septembre 2011, Neil Patrick Harris se voit attribuer une étoile sur le célèbre Walk of Fame d'Hollywood.

### Récompenses
- People's Choice Awards 1990 : meilleure performance masculine pour Docteur Doogie
- Young Artist Awards 1990 : meilleur jeune acteur principal pour Docteur Doogie
- Young Artist Awards 1991 : meilleur jeune acteur principal pour Docteur Doogie
- Young Artist Awards 1992 : meilleur jeune acteur principal pour Docteur Doogie
- Gold Derby Awards 2007 : meilleur acteur comique dans un second rôle pour How I Met Your Mother
- Gold Derby Awards 2008 : meilleur acteur comique dans un second rôle pour How I Met Your Mother
- Online Film & Television Association Awards 2008 : meilleur acteur dans un second rôle pour How I Met Your Mother
- Online Film & Television Association Awards 2009 : meilleur acteur dans un second rôle pour How I Met Your Mother.
- The Streamy Awards 2009 : meilleur acteur pour Dr. Horrible's Sing-Along Blog
- Primetime Emmy Awards 2010 : Meilleur acteur invités pour Glee
- Bravo Otto 2011 : meilleure star masculine TV pour How I Met Your Mother
- Critics' Choice Television Awards 2011 : meilleur acteur dans un second rôle pour How I Met Your Mother
- People's Choice Awards 2011 : meilleur acteur comique préféré pour How I Met Your Mother
- Shorty Awards 2011 : meilleur acteur sur les réseaux sociaux
- People's Choice Awards 2012 : Meilleur acteur comique préféré pour How I Met Your Mother
- des Tony Awards 2014 : meilleur acteur dans une comédie musicale pour Hedwig and the Angry Inch
- Hasty Pudding Theatricals 2014 : prix de l'homme de l'année

### Nominations
- Golden Globes 1989 : meilleur acteur dans un second rôle pour Le Secret de Clara.
- Young Artist Awards 1989 : meilleur jeune acteur principal pour Le Secret de Clara.
- People's Choice Awards 1990 : meilleur acteur TV préféré pour Docteur Doogie
- Golden Globes 1992 : meilleur acteur pour Docteur Doogie
- Online Film & Television Association Awards 2000 : meilleur acteur dans une nouvelle série télévisée pour Stark Raving Mad
- Online Film & Television Association Awards 2006 : meilleur acteur dans un second rôle pour How I Met Your Mother
- Online Film & Television Association Awards 2007 :  meilleur acteur dans un second rôle pour How I Met Your Mother
- Primetime Emmy Awards 2007 : meilleur acteur dans un second rôle pour How I Met Your Mother
- Teen Choice Awards 2007 : meilleur acteur pour How I Met Your Mother
- People's Choice Awards 2008 : meilleur voleur de scène pour How I Met Your Mother
- Primetime Emmy Awards 2008 : meilleur acteur dans un second rôle pour How I Met Your Mother
- Teen Choice Awards 2008 : meilleur acteur pour How I Met Your Mother
- Golden Globes 2009 : meilleur acteur dans un second rôle pour How I Met Your Mother
- Primetime Emmy Awards 2009 : meilleur acteur dans un second rôle pour How I Met Your Mother
- Satellite Awards 2009 : meilleur acteur dans un second rôle pour How I Met Your Mother
- Teen Choice Awards 2009 : meilleur acteur pour How I Met Your Mother
- Television Critics Association Awards 2009 : meilleur acteur pour How I Met Your Mother
- Gold Derby Awards 2010 : meilleur acteur invité dans Glee
- Golden Globes 2010 : meilleur acteur dans un second rôle pour How I Met Your Mother
- NAVGTR Awards 2010 : meilleure performance dans un second rôle dans un jeu vidéo Eat Lead: The Return of Matt Hazard
- Online Film & Television Association Awards 2010 : 
  - Meilleur acteur dans un second rôle pour How I Met Your Mother
  - Meilleur acteur invité dans Glee
- Primetime Emmy Awards 2010 : meilleur acteur pour How I Met Your Mother
- Satellite Awards 2010 : meilleur acteur dans un second rôle pour How I Met Your Mother
- Gold Derby Awards 2011 : meilleur acteur comique dans un second rôle pour How I Met Your Mother
- Online Film & Television Association Awards 2011 :  meilleur acteur dans un second rôle pour How I Met Your Mother
- People's Choice Awards 2011 meilleur acteur invité dans Glee
- Satellite Awards 2011 : Satellite Award du meilleur acteur dans un second rôle pour How I Met Your Mother
- Bravo Otto 2012 : meilleure star masculine TV pour How I Met Your Mother
- Online Film & Television Association Awards 2012 : meilleur acteur dans un second rôle pour How I Met Your Mother
- Teen Choice Awards 2012 : meilleur acteur pour How I Met Your Mother
- People's Choice Awards 2013 : acteur comique préféré pour How I Met Your Mother
- Tony Awards 2014 : meilleur acteur dans une comédie musicale Hedwig and the Angry Inch
- Kids' Choice Awards 2014 : acteur de film préféré dans Les Schtroumpfs 2
- Online Film & Television Association Awards 2014 : meilleur acteur dans un second rôle pour How I Met Your Mother
- People's Choice Awards 2014 :
  - Acteur comique préférée pour How I Met Your Mother
  - Relation amicale préférée pour How I Met Your Motherpartagé avec Josh Radnor et Jason Segel
- Tony Awards 2014 : meilleur acteur dans une comédie musicale Hedwig and the Angry Inch
- Alliance of Women Film Journalists Awards 2015 : meilleure représentation de la nudité, de la sexualité où de la séduction pour Gone Girl, partagé avec Rosamund Pike et Ben Affleck
- Central Ohio Film Critics Association Awards 2015 : Meilleure distribution pour Gone Girl, partagé avec Ben Affleck, Rosamund Pike, Tyler Perry, Carrie Coon, Kim Dickens, Patrick Fugit, David Clennon et Lisa Banes
- Gay and Lesbian Entertainment Critics Association Awards 2015 : meilleur artiste sauvage de l'année
- Gold Derby Awards 2015 : meilleure distribution pour Gone Girl
- Grammy Awards 2015 : meilleur album de comédie musicale Hedwig and the Angry Inch, partagé avec Lena Hall, Justin Craig, Tim O'Heir et Stephen Trask
- Saturn Awards 2015 : meilleur artiste invité pour American Horror Story: Freak Show
- Gold Derby Awards 2017 : meilleur acteur principal pour Les Désastreuses Aventures des orphelins Baudelaire.
- Kids' Choice Awards 2017 : meilleure étoile masculine préférée pour Les Désastreuses Aventures des orphelins Baudelaire
- Primetime Emmy Awards 2018 : meilleur programme pour enfants pour Les Désastreuses Aventures des orphelins Baudelaire partagé avec Daniel Handler, Rose Lam, Barry Sonnenfeld et John Weber.
- Satellite Awards 2018 : Satellite Award du meilleur acteur pour Les Désastreuses Aventures des orphelins Baudelaire
- Primetime Emmy Awards 2019 : meilleur programme pour enfants pour Les Désastreuses Aventures des orphelins Baudelaire partagé avec Daniel Handler, Rose Lam, Barry Sonnenfeld et John Weber

## Voix francophones
En version française, Neil Patrick Harris est notamment doublé par Vincent Ropion depuis Starship Troopers en 1997. Il le retrouve dans la plupart de ses apparitions, dont  Un couple presque parfait, Albert à l'ouest, Gone Girl, American Horror Story, Les Désastreuses Aventures des orphelins Baudelaire, Matrix Resurrections ou encore Un talent en or massif.
Il est également doublé de manière occasionnelle par Mathias Kozlowski entre 1993 et 2013 dans Docteur Doogie, L'Enfer blanc, Les Schtroumpfs et sa suite. Guillaume Orsat le double à trois reprises dans Stark Raving Mad, 
Les Anges du bonheur et Numb3rs, tandis que François Pacôme le double dans les séries How I Met Your Mother et It's a Sin.
Enfin, il est doublé à titre exceptionnel par Ludovic Baugin dans Code Quantum, Pierre Tessier dans Will et Grace, Thierry Ragueneau dans New York, section criminelle, Sébastien Desjours dans Sortilège et Philippe Allard dans Doctor Who. 
En version québécoise, Joël Legendre est la voix la plus régulière de l'acteur, le doublant dans Les Patrouilleurs de l'Espace, Le Bonheur… ou Presque, les films Harold et Kumar,Sortilège,Folies de Graduation : La Réunion ou encore Les Apparences. François Godin le double dans Les Schtroumpfs, Les Muppets et Mille et une façons de mourir dans l'Ouest, tandis qu'il est doublé par Jacques Lussier dans Un agent très secret.